# MT Водолея
MT Водолея (лат. MT Aquarii) — одиночная переменная звезда в созвездии Водолея на расстоянии приблизительно 2820 световых лет (около 865 парсеков) от Солнца. Видимая звёздная величина звезды — от +10,8m до +10m.

## Характеристики
MT Водолея — красная пульсирующая медленная неправильная переменная звезда (LB) спектрального класса M. Эффективная температура — около 3424 К.